# Songs of Freedom
Songs of Freedom is een boxset, bestaande uit vier cd's met muziek van de Jamaicaanse reggaegroep Bob Marley & The Wailers. De nummers van Bob Marley lopen tot een liveversie van "Redemption Song", opgenomen op zijn laatste concert in 1980. Het nummer Iron Lion Zion werd voor het eerst uitgebracht op deze compilatie.

## Nummers

### Disc 1
| Nr. | Titel                                | Duur |
| --- | ------------------------------------ | ---- |
| 1.  | Judge Not                            | 2:26 |
| 2.  | One Cup of Coffee                    | 2:34 |
| 3.  | Simmer Down                          | 2:50 |
| 4.  | I'm Still Waiting                    | 3:07 |
| 5.  | One Love/People Get Ready (original) | 3:21 |
| 6.  | Put It On                            | 3:08 |
| 7.  | Bus Dem Shut (Pyaka)                 | 2:47 |
| 8.  | Mellow Mood (original)               | 3:31 |
| 9.  | Bend Down Low                        | 2:30 |
| 10. | Hypocrites                           | 2:36 |
| 11. | Stir It Up (original)                | 3:13 |
| 12. | Nice Time                            | 2:44 |
| 13. | Thank You Lord (original)            | 3:41 |
| 14. | Hammer                               | 2:57 |
| 15. | Caution                              | 2:45 |
| 16. | Back Out                             | 2:18 |
| 17. | Soul Shake Down Party                | 3:06 |
| 18. | Do It Twice                          | 2:49 |
| 19. | Soul Rebel                           | 3:19 |
| 20. | Sun Is Shining                       | 2:11 |
| 21. | Don't Rock the Boat                  | 4:32 |
| 22. | Small Axe                            | 3:57 |
| 23. | Duppy Conqueror                      | 3:39 |
| 24. | Mr. Brown                            | 3:32 |

### Disc 2
| Nr. | Titel                                                                                                   | Duur  |
| --- | --- | ----- |
| 1.  | Screwface                                                                                               | 2:23  |
| 2.  | Lick Samba                                                                                              | 2:33  |
| 3.  | Trenchtown Rock (alternative mix)                                                                       | 3:28  |
| 4.  | Craven Choke Puppy                                                                                      | 2:53  |
| 5.  | Guava Jelly                                                                                             | 2:18  |
| 6.  | Guava Jelly/This Train/Cornerstone/Comma Comma/Dewdrops/Stir It Up/I'm Hurting Inside (acoustic medley) | 12:09 |
| 7.  | I'm Hurting Inside (alternative mix)                                                                    | 3:29  |
| 8.  | High Tide or Low Tide                                                                                   | 4:09  |
| 9.  | Slave Driver                                                                                            | 2:51  |
| 10. | No More Trouble                                                                                         | 3:59  |
| 11. | Concrete Jungle                                                                                         | 4:11  |
| 12. | Get Up, Stand Up                                                                                        | 3:14  |
| 13. | Rastaman Chant                                                                                          | 3:51  |
| 14. | Burnin' and Lootin'                                                                                     | 4:13  |
| 15. | Iron Lion Zion (original)                                                                               | 2:56  |
| 16. | Lively Up Yourself                                                                                      | 5:11  |
| 17. | Natty Dread                                                                                             | 3:34  |
| 18. | I Shot the Sheriff (live)                                                                               | 5:26  |

### Disc 3
| Nr. | Titel                                | Duur |
| --- | ------------------------------------ | ---- |
| 1.  | No Woman, No Cry (Live at the Roxy)  | 5:22 |
| 2.  | Who the Cap Fit                      | 4:22 |
| 3.  | Jah Live                             | 4:16 |
| 4.  | Crazy Baldheads                      | 3:10 |
| 5.  | War                                  | 3:37 |
| 6.  | Johnny Was                           | 3:47 |
| 7.  | Rat Race                             | 2:49 |
| 8.  | Jamming (12" mix)                    | 5:45 |
| 9.  | Waiting in Vain (Advert Mix)         | 3:59 |
| 10. | Exodus (12" mix)                     | 7:25 |
| 11. | Natural Mystic                       | 3:28 |
| 12. | Three Little Birds (alternative mix) | 2:57 |
| 13. | Running Away                         | 4:14 |
| 14. | Keep On Moving (London Version)      | 5:44 |
| 15. | Easy Skanking                        | 2:56 |
| 16. | Is This Love (Horns Mix)             | 4:00 |
| 17. | Smile Jamaica                        | 3:13 |
| 18. | Time Will Tell                       | 3:30 |

### Disc 4
| Nr. | Titel                                | Duur |
| --- | ------------------------------------ | ---- |
| 1.  | Africa Unite                         | 2:54 |
| 2.  | Survival                             | 3:52 |
| 3.  | One Drop                             | 3:52 |
| 4.  | One Dub                              | 3:53 |
| 5.  | Zimbabwe                             | 3:48 |
| 6.  | So Much Trouble in the World         | 3:57 |
| 7.  | Ride Natty Ride (12" mix)            | 6:23 |
| 8.  | Babylon System                       | 4:19 |
| 9.  | Coming In From the Cold (12" mix)    | 6:04 |
| 10. | Real Situation                       | 3:09 |
| 11. | Bad Card                             | 2:48 |
| 12. | Could You Be Loved (12" mix)         | 5:27 |
| 13. | Forever Loving Jah                   | 3:52 |
| 14. | Rastaman Live Up                     | 5:21 |
| 15. | Give Thanks and Praises              | 3:14 |
| 16. | One Love/People Get Ready (12" mix)  | 7:07 |
| 17. | Why Should I                         | 3:33 |
| 18. | Redemption Song (live in Pittsburgh) | 4:09 |

## Hitnotering
| Songs of Freedom in de Nederlandse Album Top 100 - binnen: 10-10-1992 | Songs of Freedom in de Nederlandse Album Top 100 - binnen: 10-10-1992 | Songs of Freedom in de Nederlandse Album Top 100 - binnen: 10-10-1992 | Songs of Freedom in de Nederlandse Album Top 100 - binnen: 10-10-1992 | Songs of Freedom in de Nederlandse Album Top 100 - binnen: 10-10-1992 | Songs of Freedom in de Nederlandse Album Top 100 - binnen: 10-10-1992 | Songs of Freedom in de Nederlandse Album Top 100 - binnen: 10-10-1992 | Songs of Freedom in de Nederlandse Album Top 100 - binnen: 10-10-1992 | Songs of Freedom in de Nederlandse Album Top 100 - binnen: 10-10-1992 | Songs of Freedom in de Nederlandse Album Top 100 - binnen: 10-10-1992 | Songs of Freedom in de Nederlandse Album Top 100 - binnen: 10-10-1992 |
| Week                                                                  | 1                                                                     | 2                                                                     | 3                                                                     | 4                                                                     | 5                                                                     | 6                                                                     | 7                                                                     | 8                                                                     | 9                                                                     |                                                                       |
| --------------------------------------------------------------------- | --------------------------------------------------------------------- | --------------------------------------------------------------------- | --------------------------------------------------------------------- | --------------------------------------------------------------------- | --------------------------------------------------------------------- | --------------------------------------------------------------------- | --------------------------------------------------------------------- | --------------------------------------------------------------------- | --------------------------------------------------------------------- | --------------------------------------------------------------------- |
| Nummer                                                                | 93                                                                    | 75                                                                    | 64                                                                    | 50                                                                    | 46                                                                    | 44                                                                    | 53                                                                    | 68                                                                    | 77                                                                    | uit                                                                   |

Bob Marley · Junior Braithwaite · Beverley Kelso · Bunny Wailer · Peter Tosh · Cherry Smith · Constantine "Vision" Walker · Earl "Chinna" Smith · Aston Barrett · Joe Higgs · Earl Lindo · Carlton Barrett · Al Anderson · Alvin Patterson · Junior Marvin · Donald Kinsey · Tyrone Downie · I Threes (Rita Marley · Marcia Griffiths · Judy Mowatt)